# 林中拂子茅
林中拂子茅（学名：Calamagrostis epigeios var. sylvatica），为禾本科拂子茅属下的一个变种。

## 扩展阅读
- 維基物種上的相關：林中拂子茅